# Conservatoire de musique et d'art dramatique du Québec
Le Conservatoire de musique et d'art dramatique du Québec (CMADQ) est un réseau d'établissements d'enseignement en arts de la scène créé en 1942 à l'initiative du compositeur et chef d'orchestre Wilfrid Pelletier. Créé sous le gouvernement d'Adélard Godbout, il est formé de neuf écoles spécialisées en musique et en art dramatique établies dans sept villes du Québec — Gatineau, Montréal, Québec, Rimouski, Saguenay, Trois-Rivières et Val-d’Or.

## Histoire

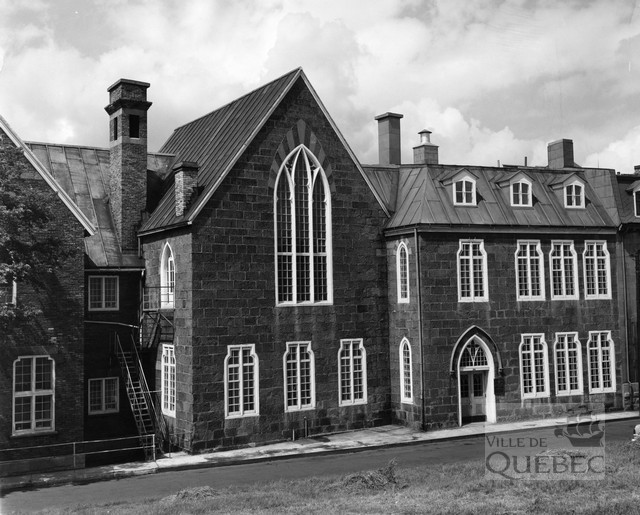
Conservatoire de musique et d'art dramatique situé sur l'avenue Saint-Denis, Ville de Québec, entre 1941 et 1960. Il sera la proie des flammes en 1986.

Le Conservatoire est la seule institution d’État en Amérique du Nord qui offre des programmes de formation en musique en continuité s’échelonnant du primaire jusqu’au deuxième cycle universitaire, favorisant ainsi la relation maître-élève et un accompagnement personnalisé. À sa fondation en 1944, le Conservatoire de musique de Québec (CMQ) était situé sur le boulevard Langelier, déménageant en 1950 dans des locaux plus grands sur l'avenue Saint-Denis près de la Citadelle de Québec. En octobre 1972, le CMQ déménage dans sa résidence actuelle au Grand Théâtre de Québec. En 1991, le complexe abritait 49 salles de classe, 70 studios d'enseignement et de pratique, un centre multimédia avec un studio d'enregistrement et un laboratoire d'électroacoustique, et l'espace de représentation du théâtre lui-même. Le complexe abrite également une bibliothèque impressionnante qui, en 1991, comprenait plus de 60 000 documents de livres, partitions, monographies, périodiques et enregistrements dans divers formats de médias.
Plusieurs musiciens et comédiens québécois ont étudié ou enseigné au Conservatoire, parmi eux Edgard Davignon, François Dompierre, Czeslaw Kaczynski, Pierrette Froment-Savoie, Oscar Peterson, Marie Tifo, Rémy Girard, Marie Laberge, Catherine Perrin et Robert Lepage. Son directeur général actuel est Marc Hervieux. 

## Chronologie
- 1942 : adoption au Parlement du Québec de la Loi instituant le Conservatoire de musique et d'art dramatique de la province de Québec[2].
- 1943 : ouverture du Conservatoire de musique de Montréal, la première école québécoise qui se spécialise en musique. Wilfrid Pelletier en sera le premier directeur[3].
- 1944 : création du Conservatoire de musique de Québec.
- 1954 : ajout de l'enseignement de l'art dramatique au Conservatoire de Montréal.
- 1958 : ouverture du Conservatoire d'art dramatique de Québec.
- 1964 : ouverture des établissements de Trois-Rivières et Val-d’Or en tant qu'écoles préparatoires.
- 1967 : ouverture des établissements de Gatineau et Saguenay. Les établissements de Trois-Rivières et Val-d’Or sont élevés au rang de conservatoires par le Ministère des affaires culturelles du Québec[4].
- 1973 : ouverture du Conservatoire de musique de Rimouski.
- 1983 : création de la Fondation du Conservatoire[5].
- 1986 : un incendie détruit le Conservatoire de musique et d'art dramatique de Québec. Les étudiants seront relocalisés aux locaux actuels sur la rue Mont-Carmel à Québec[6].
- 1993 : adoption du projet de loi no 135 qui modifie la Loi sur le Conservatoire de musique et d'art dramatique. Il transforme le Conservatoire en le faisant passer d'une direction du ministère de la Culture en corporation autonome. Entre autres, cette nouvelle loi rend possible la reconnaissance des diplômes émis par le Conservatoire par le ministère de l'Éducation[7].
- 2007 : le Conservatoire de musique et d'art dramatique du Québec devient une société d'État avec conseil d'administration[8].

## La Fondation du Conservatoire
La Fondation du Conservatoire a été établie en 1983. Elle apporte un soutien financier aux élèves en musique et en art dramatique. Les sommes recueillies par la Fondation du Conservatoire viennent augmenter le fonds de bourses d’études, de perfectionnement et d’excellence des élèves du Conservatoire. Ces fonds permettent aux étudiants de participer à des concours internationaux, à des auditions, à des tournées et à des camps musicaux.